# Noccaea ochroleuca
Noccaea ochroleuca är en korsblommig växtart som först beskrevs av Pierre Edmond Boissier och Theodor Heinrich von Heldreich, och fick sitt nu gällande namn av Friedrich Karl Meyer. Noccaea ochroleuca ingår i släktet backskärvfrön, och familjen korsblommiga växter. Inga underarter finns listade i Catalogue of Life.